# Votivkirche (Maipú)

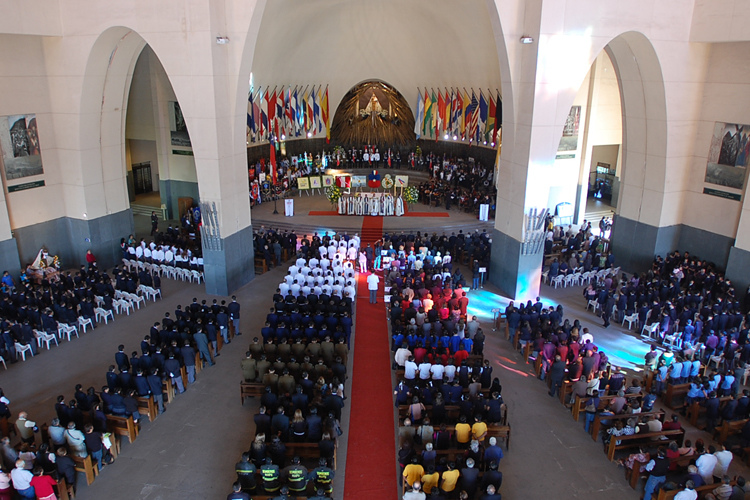
Innenraum

Die Votivkirche von Maipú (spanisch Templo Votivo de Maipú) ist eine römisch-katholische Kirche in Maipú im Süden von Santiago de Chile, der Hauptstadt Chiles. Die Kirche des Erzbistums Santiago de Chile mit dem Patrozinium Unserer Lieben Frau vom Berge Karmel trägt die Titel einer Basilica minor und eines katholischen Nationalheiligtums. Sie wurde als Votivkirche für die erbetene Unterstützung in der Schlacht von Maipú im chilenischen Unabhängigkeitskrieg durch Bernardo O’Higgins 1818 ausgelobt und ist ein Nationaldenkmal. Sie ist das höchste Kirchengebäude des Landes und eines der 250 höchsten der Welt.

## Siegeskapelle

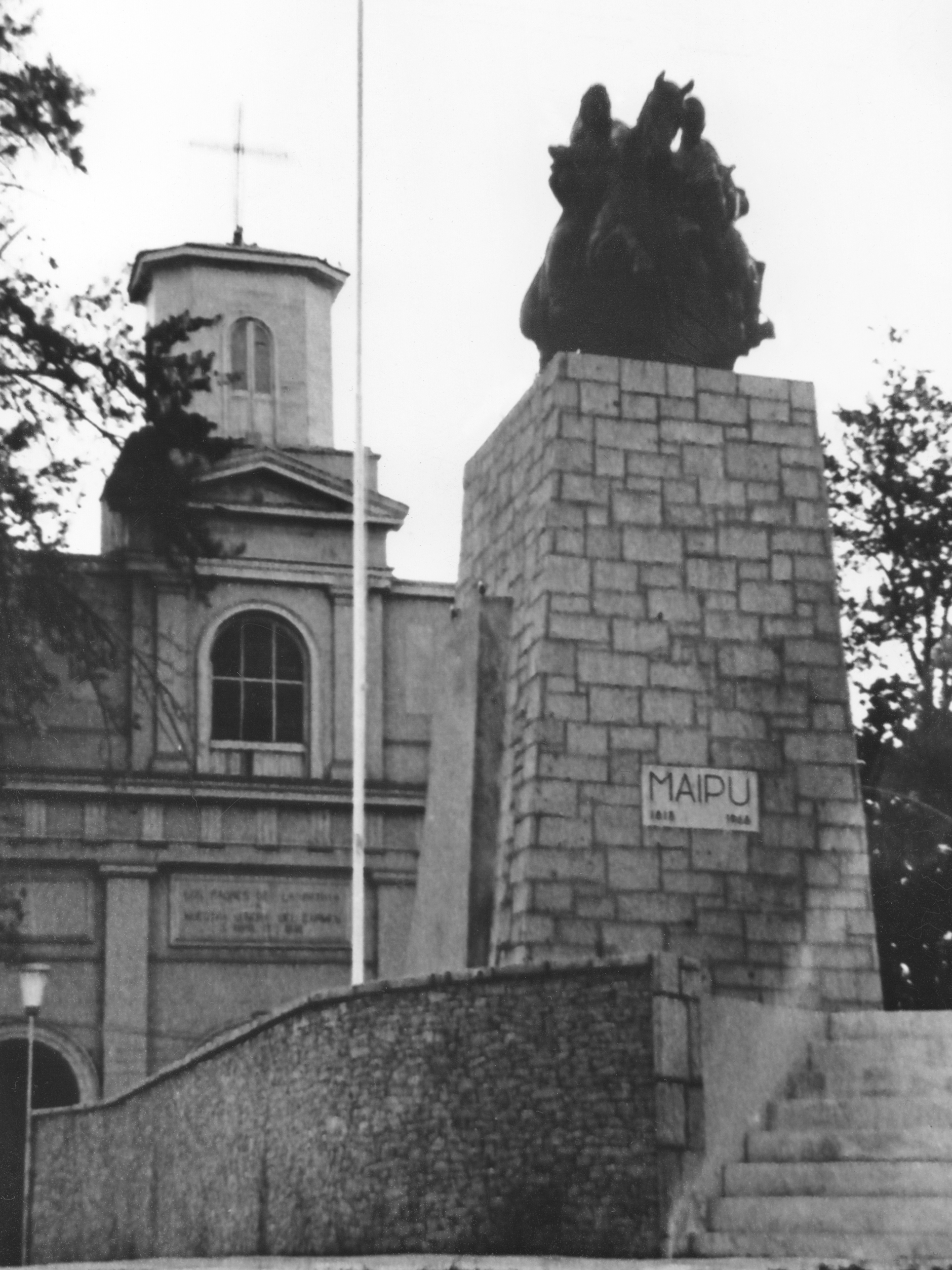
Capilla de la Victoria (Siegeskapelle), das Vorläufergebäude:
15. November 1818 Grundsteinlegung, 1885 Baufortsetzung, 5. April 1892 geweiht, 1906 schwere Beschädigung durch Erdbeben, 1927 teilweise eingestürzt, 1974 teilabgerissen, 1984 Ruine zum Historischen Denkmal deklariert.
(Fotografie 1940er Jahre)

Für den Sieg in der entscheidenden Schlacht des chilenischen Unabhängigkeitskrieges versprach der Oberkommandierende der Nationalen Truppen, Bernardo O’Higgins der Gottesmutter Maria den Bau einer Kirche am Ort der Entscheidung. Noch im gleichen Jahr begann der Bau, der sich aufgrund von Ressourcenmangel dann über 64 Jahre hinzog. Im April 1892 wurde die Kirche feierlich geweiht. Aber bereits 1906 machte das heftige Erdbeben von Valparaiso sowie später ein weiteres Beben den Neubau der Kirche notwendig. Am 8. Dezember 1942 nahm der Marianische Kongress, der in Santiago stattfand, als einzige Vereinbarung dieses Treffens den Bau eines großen Heiligtums in Maipú auf dem Gelände der alten Kapelle des Sieges zu Ehren der Jungfrau von Karmel an.

## Votivkirche
Am 16. Juli 1948 ordnete der Erzbischof von Santiago José María Caro als treibende Kraft den Bau des neuen Heiligtums an. Der Gewinner des Wettbewerbs war bereits 1943 der chilenische Architekt Juan Martínez. Der Plan der Regierung für ein Mausoleum zur Verehrung der Nationalhelden, wie das Panthéon in Paris, wurde von der Kirche als Eigentümerin des gespendeten Landes verhindert. Das Heiligtum dient ausschließlich der katholischen Anbetung. Für die Erdbebensicherheit wurde die Kirche in Stahlbetonbauweise errichtet. Die Arbeit verzögerte sich wiederum aus Mangel an Ressourcen, konnte aber schließlich am 24. Oktober 1974 fertiggestellt werden. Am 23. November desselben Jahres weihten die Bischöfe von Chile unter dem Vorsitz des Kardinalerzbischofs von Santiago Raúl Silva Henríquez die Kirche und erklärten sie zum Nationalheiligtum. 1984 wurde das Bauwerk als historisches Kulturerbe anerkannt. Papst Johannes Paul II. erhob auf seiner Pastoralreise durch Südamerika die Kirche 1987 in den Rang einer Basilica minor. Am 17. Januar 2018 besuchte Papst Franziskus die Kirche.

## Architektur
Der Eingangsturm der Kirche ragt 90 Meter hoch und wird durch die Kolonnaden des Vorplatzes eingerahmt, zwischen deren offenen Ende stehen die Mauern der alten Siegeskapelle. Durch die bis zu acht Meter hohen Metalltüren wird der dreischiffige Radialbau betreten, in dessen Zentrum der Hochaltar mit der Marienstatue steht. Dieser wird durch die Fahnen der lateinamerikanischen Länder eingerahmt. Vor dem Altarbereich befindet sich ein gekrümmtes Querschiff, das beidseitig mit Andachtsaltären schließt. Das konvexe Dach mit paraboloiden Formen ist mit Kassettendecken ausgebildet. Über dem Eingangsbereich beleuchten vielfarbige Glasmosaike den Innenraum.

## Aussichtspunkt
2011 wurde der Bau eines Aussichtspunkts im zentralen Turm auf einer Höhe von 63 Metern begonnen.  Auf einer Fläche von 700 Quadratmetern wurde eine Kapazität für 300 Personen geschaffen, auf der auch Ausstellungen stattfinden. Anlässlich des 25. Jahrestages des Besuchs von Johannes Paul II. in Chile wurde der Aussichtspunkt am 3. April 2012 in Anwesenheit der Bürgermeisterin von Santiago, Cecilia Pérez und des Erzbischofs von Santiago, Ricardo Ezzati Andrello eingeweiht. Er ist über einen Fahrstuhl oder 323 Stufen erreichbar. Eine Windrose zeigt die Standorte verschiedener Marienheiligtümer in der Welt an.

## Marienbildnis

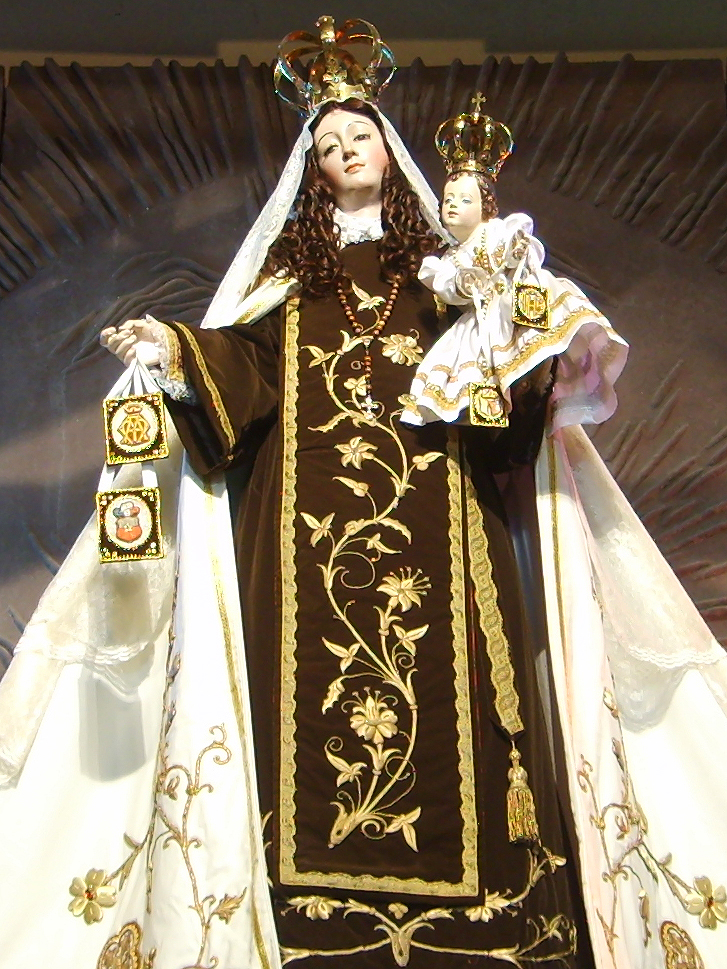
Jungfrau von Karmel, Maipú

Das Bildnis der Muttergottes vom Karmel steht zentral im Hauptaltar der Kirche. Die aus Holz geschnitzte Statue mit einem Kleid stammt aus der Schule von Quito und wurde 1785 von Martin de Lecuna für sein Oratorium nach Chile in die Kirche von San Agustín gebracht. Sie wurde bei den traditionellen Prozessionen durch die Straßen des Zentrums von Santiago getragen, an denen auch Bernardo O’Higgins teilnahm. Das Bildnis wurde von Frau Rosalía Mujica de Gutiérrez, Nachkomme von Don Martin de Lecuna, im August 1945 gespendet. Die Marienfigur reiste als „pilgernde Jungfrau“ 1948 durch Chile und wurde dann in der noch im Bau befindlichen Kirche aufgestellt. Dieses Bild wurde am Morgen des 3. April 1987 von Papst Johannes Paul II. zur Königin und zur Schutzpatronin Chiles gekrönt. Das Bild erhielt auch die Krönung als Patrona de Zona Oeste von Santiago de Chile von Kardinal Francisco Javier Errázuriz Ossa im Jahr 2007. Am 30. November 2010 wurde sie offiziell als Patron der chilenischen Armee bestätigt und erhielt das scharlachrote Terciado und das Große Kreuz mit dem Grad Generalin aus den Händen des Oberbefehlshabers der Armee, General Juan Miguel Fuente-Alba.